# Estación Cinco Chañares
Cinco Chañares es una estación de ferrocarril ubicada en el paraje rural del mismo nombre, San Antonio, Provincia de Río Negro, Argentina.

## Ubicación
Se encuentra a 20 km al oeste de la ciudad de San Antonio Oeste.

## Servicios
Por sus vías transitan formaciones de cargas y de pasajeros de la empresa Tren Patagónico S.A.. Los trenes de pasajeros no presentan parada en esta estación.